# Tim Henman
Timothy Henry Henman, detto Tim (Oxford, 6 settembre 1974), è un allenatore di tennis ed ex tennista britannico.
È stato numero 4 della classifica ATP.

## Carriera
Figlio di genitori appassionati di sport, Tim Henman, insieme ai due fratelli maggiori, fu introdotto al tennis dalla madre. Esponente del serve & volley, ovvero la tipologia di gioco con cui si tende a scendere a rete dopo il servizio nell'intento di togliere il tempo all'avversario, "Timbledon" (così è stato soprannominato dai fan inglesi associando il suo nome al torneo di Wimbledon) ha vinto 11 tornei (tra cui il Paris Masters nel 2003) ma non è mai riuscito ad imporsi nel torneo di Wimbledon.
Fin dall'anno del suo esordio sull'erba londinese (1994) Tim ha sempre dovuto sopportare l'enorme pressione del popolo inglese, che riponeva in lui le speranze di una vittoria nel prestigioso torneo di un tennista di casa. Nonostante questo ingombrante peso Henman è sempre riuscito ad offrire bellissime prestazioni a Wimbledon, il suo problema è che ha dovuto convivere nell'era dei giocatori più forti degli ultimi quindici anni: dapprima Pete Sampras, che lo ha fermato in semifinale nel 1998 e nel 1999, in seguito Roger Federer, che sull'erba inglese è stato indiscusso dominatore fino al 2007.
Henman arrivò in semifinale anche nel 2001 e nel 2002, ma nella prima occasione fu battuto in un match più volte interrotto dalla pioggia da Goran Ivanišević, l'anno dopo a infrangere i suoi sogni e quelli di un popolo intero fu Lleyton Hewitt (sia Ivanisevic che Hewitt vinsero poi il torneo). Tim raggiunse i quarti di finale di Wimbledon in altre quattro occasioni (1996, 1997, 2003, 2004). Ha destato sorpresa nel 2004 il risultato ottenuto dal tennista inglese al Roland Garros, la cui superficie lenta non si addice al suo gioco d'attacco, dove ha raggiunto le semifinali. In quell'occasione si è dovuto arrendere alle soglie della finale in quattro combattuti set all'argentino Guillermo Coria, che poi avrebbe perso il torneo per mano di Gastón Gaudio. Sempre nel 2004 ha ulteriormente perfezionato il suo record negli Slam giungendo per la prima volta alle semifinali degli US Open, dove però fu sconfitto agevolmente da Roger Federer, che poi avrebbe vinto il torneo.
Ha vinto in doppio per due volte il torneo di Montecarlo nonché la medaglia d'argento alle Olimpiadi di Atlanta 1996, in coppia con il connazionale Neil Broad.
Il 23 agosto 2007 Henman ha annunciato il suo ritiro dalle competizioni dopo lo spareggio di coppa Davis con la Croazia del 21-23 settembre dello stesso anno.

## Statistiche

### Singolare

#### Vittorie (11)
| Legenda                                                     |
| Grande Slam (0)                                             |
| Tennis Masters Cup (0)                                      |
| ATP Super 9 / ATP Master Series (1)                         |
| ATP Championship Series / ATP International Series Gold (1) |
| ATP World Series / ATP International Series (9)             |

| Numero | Data              | Torneo                                           | Superficie    | Avversario in finale | Punteggio           |
| 1.     | 12 gennaio 1997   | Medibank International, Sydney                   | Cemento       | Carlos Moyá          | 6-3, 6-1            |
| 2.     | 14 settembre 1997 | Tashkent Open, Tashkent (1)                      | Cemento       | Marc Rosset          | 7-6(2), 6-4         |
| 3.     | 20 settembre 1998 | Tashkent Open, Tashkent (2)                      | Cemento       | Evgenij Kafel'nikov  | 7-5, 6-4            |
| 4.     | 11 ottobre 1998   | Swiss Indoors, Basilea (1)                       | Cemento (i)   | Andre Agassi         | 6-4, 6-3, 3-6, 6-4  |
| 5.     | 15 ottobre 2000   | Vienna Open, Vienna                              | Cemento       | Tommy Haas           | 6-4, 6-4, 6-4       |
| 6.     | 26 novembre 2000  | Brighton International, Bournemouth              | Cemento       | Dominik Hrbatý       | 6-2, 6-2            |
| 7.     | 18 febbraio 2001  | Copenaghen Open, Copenaghen                      | Cemento       | Andreas Vinciguerra  | 6-3, 6-4            |
| 8.     | 28 ottobre 2001   | Swiss Indoors, Basilea (2)                       | Cemento (i)   | Roger Federer        | 6-3, 6-4, 6-2       |
| 9.     | 6 gennaio 2002    | Next Generation Adelaide International, Adelaide | Cemento       | Mark Philippoussis   | 6-4, 6(6)-7, 6-3    |
| 10.    | 3 agosto 2003     | Legg Mason Tennis Classic, Washington            | Cemento       | Fernando González    | 6-3, 6-4            |
| 11.    | 2 novembre 2003   | Paris Masters, Parigi                            | Sintetico (i) | Andrei Pavel         | 6-2, 7-6(6), 7-6(2) |

#### Finali perse (17)
| Legenda                                                     |
| Grande Slam (0)                                             |
| Tennis Masters Cup / Grand Slam Cup (0)                     |
| ATP Super 9 / Masters Series (3)                            |
| ATP Championship Series / ATP International Series Gold (5) |
| ATP World Series / ATP International Series (9)             |

| Numero | Data             | Torneo                                          | Superficie  | Avversario in finale | Punteggio                      |
| 1.     | 6 gennaio 1997   | Qatar Open ATP, Doha (1)                        | Cemento     | Jim Courier          | 5-7, 7-6(5), 2-6               |
| 2.     | 17 febbraio 1997 | European Community Championship, Anversa        | Cemento (i) | Marc Rosset          | 2-6, 5-7, 4-6                  |
| 3.     | 12 gennaio 1998  | Medibank International, Sydney                  | Cemento     | Karol Kučera         | 5-7, 4-6                       |
| 4.     | 27 luglio 1998   | Farmers Classic, Los Angeles                    | Cemento     | Andre Agassi         | 4-6, 4-6                       |
| 5.     | 4 gennaio 1999   | Qatar Open ATP, Doha (2)                        | Cemento     | Rainer Schüttler     | 4-6, 7-5, 1-6                  |
| 6.     | 15 febbraio 1999 | ABN AMRO World Tennis Tournament, Rotterdam (1) | Cemento (i) | Evgenij Kafel'nikov  | 2-6, 6(3)-7                    |
| 7.     | 7 giugno 1999    | Queen's Club Championships, Londra (1)          | Erba        | Pete Sampras         | 7-6(1), 4-6, 6(4)-7            |
| 8.     | 4 ottobre 1999   | Swiss Indoors, Basilea                          | Cemento (i) | Karol Kučera         | 4-6, 6(10)-7, 6-4, 6-4, 6(2)-7 |
| 9.     | 14 febbraio 2000 | ABN AMRO World Tennis Tournament, Rotterdam (2) | Cemento (i) | Cédric Pioline       | 7-6(3), 4-6, 6(4)-7            |
| 10.    | 6 marzo 2000     | Tennis Channel Open, Scottsdale                 | Cemento     | Lleyton Hewitt       | 4-6, 6(2)-7                    |
| 11.    | 7 agosto 2000    | Cincinnati Open, Cincinnati                     | Cemento     | Thomas Enqvist       | 6(5)-7, 4-6                    |
| 12.    | 11 giugno 2001   | Queen's Club Championships, Londra (2)          | Erba        | Lleyton Hewitt       | 6(3)-7, 6(3)-7                 |
| 13.    | 18 febbraio 2002 | ABN AMRO World Tennis Tournament, Rotterdam (3) | Cemento (i) | Nicolas Escudé       | 6-3, 6(7)-7, 4-6               |
| 14.    | 11 marzo 2002    | Indian Wells Masters, Indian Wells (1)          | Cemento     | Lleyton Hewitt       | 1-6, 2-6                       |
| 15.    | 10 giugno 2002   | Queen's Club Championships, Londra (3)          | Erba        | Lleyton Hewitt       | 6-4, 1-6, 4-6                  |
| 16.    | 8 marzo 2004     | Indian Wells Masters, Indian Wells (2)          | Cemento     | Roger Federer        | 3-6, 3-6                       |
| 17.    | 2 ottobre 2006   | Japan Open Tennis Championships, Tokyo          | Cemento     | Roger Federer        | 3-6, 3-6                       |

### Doppio

#### Vittorie (4)
- 1997: Basilea (con Marc Rosset)
- 1999: Montecarlo (con Olivier Delaître)
- 1999: Londra (con Greg Rusedski)
- 2004: Montecarlo (con Nenad Zimonjić)

#### Finali Perse (2)
- 1996: Olimpiadi di Atlanta (con Neil Broad)
- 2000: Rotterdam (con Evgenij Kafel'nikov)

## Risultati nei tornei del Grande Slam
| Tornei          | 1994 | 1995 | 1996 | 1997 | 1998 | 1999 | 2000 | 2001 | 2002 | 2003 | 2004 | 2005 | 2006 | 2007 |
| --------------- | ---- | ---- | ---- | ---- | ---- | ---- | ---- | ---- | ---- | ---- | ---- | ---- | ---- | ---- |
| Australian Open | A    | A    | 2T   | 3T   | 1T   | 3T   | 4T   | 4T   | 4T   | A    | 3T   | 3T   | 1T   | A    |
| Roland Garros   | A    | A    | 1T   | 1T   | 1T   | 3T   | 3T   | 3T   | 2T   | 3T   | SF   | 2T   | 2T   | 1T   |
| Wimbledon       | 1T   | 2T   | QF   | QF   | SF   | SF   | 4T   | SF   | SF   | QF   | QF   | 2T   | 2T   | 2T   |
| US Open         | A    | 1T   | 4T   | 2T   | 4T   | 1T   | 3T   | 3T   | 3T   | 1T   | SF   | 1T   | 2T   | 2T   |